# Cecropia telealba
Cecropia telealba är en nässelväxtart som beskrevs av José Cuatrecasas. Cecropia telealba ingår i släktet Cecropia och familjen nässelväxter. Inga underarter finns listade i Catalogue of Life.